# Salajwe
Salajwe è un villaggio del Botswana situato nel distretto di Kweneng, sottodistretto di Kweneng West. Il villaggio, secondo il censimento del 2011, conta 2.440 abitanti.

## Località
Nel territorio del villaggio sono presenti le seguenti 35 località:
- Castere,
- Dingape,
- Ditampana di 43 abitanti,
- Gasebe di 18 abitanti,
- Gwigwi di 46 abitanti,
- Kandwane di 98 abitanti,
- Khutse Camp di 2 abitanti,
- Khwaki di 5 abitanti,
- Kitia di 20 abitanti,
- Kungwane di 61 abitanti,
- Lolwane,
- Mahuhumo di 16 abitanti,
- Makakarama,
- Mangadiele di 22 abitanti,
- Maninyane di 69 abitanti,
- Maphuenyane di 16 abitanti,
- Maratabatho di 1 abitante,
- Masepa-A-Korwe di 21 abitanti,
- Masepa-a-Kukama/Gatii di 19 abitanti,
- Mashangane,
- Mathole di 20 abitanti,
- Mmui/Mosupege di 47 abitanti,
- Moilwane di 21 abitanti,
- Mokujwane di 5 abitanti,
- Mongatane di 38 abitanti,
- Morale di 14 abitanti,
- Mosime di 51 abitanti,
- Mosobo di 20 abitanti,
- Motetane di 51 abitanti,
- Ngangasi di 2 abitanti,
- Ngojwe di 7 abitanti,
- Phatswa di 24 abitanti,
- Semakale di 8 abitanti,
- Tshetso di 9 abitanti,
- Tsia di 33 abitanti